# Atletica leggera alla XXIX Universiade - 400 metri ostacoli maschili
I 400 metri ostacoli maschili alla XXIX Universiade si sono svolti dal 24 al 26 agosto 2017.

## Podio
| Oro     | Juander Santos Rep. Dominicana |
| Argento | Chen Chieh Taipei Cinese       |
| Bronzo  | Abdelmalik Lahoulou Algeria    |

## Risultati

### 1º turno
Passano in semifinale i primi tre atleti di ogni batteria (Q) e i sei atleti con i migliori tempi tra gli esclusi (q).
| Posizione | Batteria | Nome                           | Nazione         | Tempo   | Note    |
| --------- | -------- | ------------------------------ | --------------- | ------- | ------- |
| 1         | 3        | Chen Chieh                     | Taipei Cinese   | 49.82   | Q       |
| 2         | 1        | Patryk Dobek                   | Polonia         | 50.14   | Q       |
| 3         | 6        | Johanneslodewic Pretorius      | Sudafrica       | 50.28   | Q       |
| 4         | 6        | Juander Santos                 | Rep. Dominicana | 50.37   | Q       |
| 5         | 3        | José Reynaldo Bencosme de Leon | Italia          | 50.45   | Q       |
| 6         | 6        | Dmitriy Koblov                 | Kazakistan      | 50.61   | Q,      |
| 7         | 5        | Johannes Maritz                | Namibia         | 50.66   | Q       |
| 8         | 6        | Artur Terezan                  | Brasile         | 50.69   | q       |
| 9         | 3        | Alain-Hervé Mfomkpa            | Svizzera        | 50.76   | Q,      |
| 10        | 2        | Dany Brand                     | Svizzera        | 50.78   | Q       |
| 11        | 1        | Abdelmalik Lahoulou            | Algeria         | 50.80   | Q       |
| 12        | 2        | Guillermo Ruggeri              | Argentina       | 50.91   | Q       |
| 13        | 5        | Oskari Mörö                    | Finlandia       | 50.93   | Q       |
| 14        | 1        | Vít Müller                     | Rep. Ceca       | 50.95   | Q       |
| 15        | 1        | Jesper Arts                    | Paesi Bassi     | 50.99   | q,      |
| 16        | 3        | Paul Byrne                     | Irlanda         | 51.06   | q       |
| 17        | 6        | Alfredo Sepúlveda              | Cile            | 51.08   | q       |
| 18        | 5        | Jaak-Heinrich Jagor            | Estonia         | 51.24   | Q       |
| 18        | 1        | Dominik Hufnagl                | Austria         | 51.24   | q       |
| 20        | 4        | Jacob Paul                     | Regno Unito     | 51.38   | Q       |
| 21        | 2        | Yu Chia-hsuan                  | Taipei Cinese   | 51.46   | Q       |
| 22        | 5        | Le Roux Hamman                 | Sudafrica       | 51.60   | q       |
| 23        | 4        | Ryo Kajiki                     | Giappone        | 51.73   | Q       |
| 24        | 4        | Saber Boukmouche               | Algeria         | 51.88   | Q       |
| 25        | 4        | Jaime Rodríguez                | Argentina       | 52.10   |         |
| 26        | 5        | Gerald Drummond                | Costa Rica      | 52.22   |         |
| 27        | 4        | Martin Juránek                 | Rep. Ceca       | 52.28   |         |
| 28        | 6        | Hwang Hyeonu                   | Corea del Sud   | 52.37   |         |
| 29        | 5        | Jakub Bottlík                  | Slovacchia      | 52.57   |         |
| 30        | 3        | Igor Kondratyev                | Kazakistan      | 53.48   |         |
| 31        | 2        | Peter Hribaršek                | Slovenia        | 53.59   |         |
| 32        | 4        | Jan Jamnik                     | Slovenia        | 53.81   |         |
| 33        | 5        | Connor Henderson               | Filippine       | 54.42   |         |
| 34        | 1        | Ishan Lahiru Olidurage         | Sri Lanka       | 54.87   |         |
| 35        | 3        | Martin Brueckner Johansen      | Danimarca       | 55.76   |         |
| 36        | 6        | Mohammed Taleb Al-Shalati      | Arabia Saudita  | 56.24   |         |
| 37        | 2        | Ragheb Raad                    | Libano          | 1:04.12 |         |
|           | 2        | Gregory MacNeill               | Canada          | DQ      | R168.7a |

### Semifinali
Passano in finale i primi due atleti di ogni batteria (Q) e i due atleti con i migliori tempi tra gli esclusi (q).

| Posizione | Batteria | Nome                           | Nazione         | Tempo | Note |
| --------- | -------- | ------------------------------ | --------------- | ----- | ---- |
| 1         | 3        | Juander Santos                 | Rep. Dominicana | 49.31 | Q    |
| 2         | 3        | Chen Chieh                     | Taipei Cinese   | 49.37 | Q,   |
| 3         | 2        | Jaak-Heinrich Jagor            | Estonia         | 49.55 | Q    |
| 4         | 2        | Abdelmalik Lahoulou            | Algeria         | 49.62 | Q    |
| 5         | 2        | Johanneslodewic Pretorius      | Sudafrica       | 49.69 | q    |
| 6         | 1        | Patryk Dobek                   | Polonia         | 49.77 | Q,   |
| 7         | 1        | José Reynaldo Bencosme de Leon | Italia          | 50.01 | Q    |
| 8         | 1        | Dany Brand                     | Svizzera        | 50.06 | q    |
| 9         | 3        | Jacob Paul                     | Regno Unito     | 50.37 |      |
| 10        | 2        | Guillermo Ruggeri              | Argentina       | 50.54 |      |
| 11        | 2        | Johannes Maritz                | Namibia         | 50.59 |      |
| 12        | 3        | Dmitriy Koblov                 | Kazakistan      | 50.84 |      |
| 13        | 2        | Alain-Hervé Mfomkpa            | Svizzera        | 50.97 |      |
| 14        | 3        | Ryo Kajiki                     | Giappone        | 50.99 |      |
| 15        | 1        | Oskari Mörö                    | Finlandia       | 51.04 |      |
| 16        | 3        | Le Roux Hamman                 | Sudafrica       | 51.18 |      |
| 17        | 2        | Paul Byrne                     | Irlanda         | 51.31 |      |
| 18        | 1        | Vít Müller                     | Rep. Ceca       | 51.46 |      |
| 19        | 3        | Saber Boukmouche               | Algeria         | 51.63 |      |
| 20        | 3        | Artur Terezan                  | Brasile         | 51.89 |      |
| 21        | 2        | Alfredo Sepúlveda              | Cile            | 52.26 |      |
| 22        | 1        | Dominik Hufnagl                | Austria         | 52.29 |      |
| 23        | 1        | Yu Chia-hsuan                  | Taipei Cinese   | 52.43 |      |
| 24        | 1        | Jesper Arts                    | Paesi Bassi     | 52.94 |      |

### Finale
| Pos. | Corsia | Nome                           | Nazionalità     | Tempo | Note                                     |
| ---- | ------ | ------------------------------ | --------------- | ----- | ---------------------------------------- |
|      | 3      | Juander Santos                 | Rep. Dominicana | 48"65 |                                          |
|      | 4      | Chen Chieh                     | Taipei Cinese   | 49"05 | Miglior prestazione personale            |
|      | 8      | Abdelmalik Lahoulou            | Algeria         | 49"30 |                                          |
| 4    | 7      | José Reynaldo Bencosme de Leon | Italia          | 49"38 |                                          |
| 5    | 5      | Patryk Dobek                   | Polonia         | 49"51 | Miglior prestazione personale stagionale |
| 6    | 2      | Johanneslodewic Pretorius      | Sudafrica       | 49"71 |                                          |
| 7    | 1      | Dany Brand                     | Svizzera        | 49"92 |                                          |
| 8    | 6      | Jaak-Heinrich Jagor            | Estonia         | 50"71 |                                          |